# Rada svobodného Československa
Rada svobodného Československa (zkratkou RSČ, anglicky The Council of Free Czechoslovakia) byla organizace zastupující československý exil po komunistickém převratu v únoru 1948. Jejím cílem bylo získat zpět nezávislost Československa a obnovit v něm demokracii. Z důvodu nedostatku výrazných osobností a pro přetrvávající vnitřní rozpory však její existence a činnost neměla žádný významný dopad.

## Založení Rady

Složení prvního pléna Rady v únoru 1949:
nestraníci (85)
ČSNS (27)
DS (19)
ČSL (11)
RSZML (11)
ČSSD (10)
SS (4)
ČsND (2)
ČŽOSS (1)

První impulzy které směřovaly k založení RSČ se objevily na setkání bývalých poslanců československého Národního shromáždění v Londýně v Caxton Hall 18. března 1948. Další diskuse o ustavení exilové organizace proběhly v září téhož roku v Paříži kdy vznikl přípravný výbor. Dohodu o vytvoření RSČ však ztěžovaly neshody, zejména spor o autonomii Slovenska kterou požadovali představitelé slovenského exilu. To nakonec vyústilo v tzv. princip parity zakotvený do stanov Rady.

### Ustanovující deklarace RSČ
Ustanovující deklarace Rady svobodného Československa byla zveřejněna 25. února 1949, přesně rok po únorovém puči; její text sepsal novinář Ferdinand Peroutka.
Deklarace začínala slovy:
"My demokratičtí Češi a Slováci v exilu, založili jsme Radu svobodného Československa. Náš lid chce být svoboden. Není svoboden. Opět bude svoboden.

Vlast, umlčená všemi krutými a rafinovanými prostředky moderní hrůzovlády, nemůže mluvit. Budeme mluvit za ni."

Text dále mimo jiného upozorňoval na hrozící nebezpečí nastupující dezinformace a propagandistické indoktrinace.
Deklarace končila slovy:
Víme, co vy doma od nás chcete, a vynasnažíme se splnit vaše očekávání. My sami se neodvažujeme předepisovat vám, kteří stojíte na nebezpečnějším místě než my, jak si máte počínat. Pokud se týká vašich činů, mlčíme v úctě. Čí je riziko, toho je čin. Pokud se týká vašeho smýšlení, pronášíme vřelou prosbu. I pod běsnící vládou zachovejte charakter národa v čistotě. Nedejte se zmást, abyste přestali rozeznávat mezi svobodou a tyranií, mezi pravdou a lží. Když myslíte, buďte svobodnými lidmi. Z dětí vychovávejte čestné občany. Je učte a sami nezapomínejte, jaký je rozdíl mezi dobrem a zlem. Jestliže charakter národa bude zachován, všechno zase obnovíme.

Deklarace byla rozeslána vládám 39 států, z nichž 21 včetně Francie, Velké Británie a USA, vzalo oficiálně její vznik na vědomí.

### Představitelé RSČ
Radu reprezentoval výbor čítající třicet členů: Ing. Jan Bervida, Ing. Pavol Blaho, dr. Josef Černý, dr. Jozef Dieška, dr. Ivo Ducháček, Julius Firt, dr. Antonín Hřebík, generál Sergej Ingr, dr. Adolf Klimek, dr. Štefan Kočvara, dr. František Král, dr. Martin Kvetko, dr. Jozef Lettrich, Václav Majer, František Němec, dr. Štefan Osuský, dr. Ján Papánek, Ferdinand Peroutka, dr. Adolf Procházka, Miloslav Rechcígl starší, dr. Hubert Ripka, dr. Juraj Slávik, dr. Jaroslav Stránský, dr. Tibor Šabo, Miloš Vaněk, Pavel Viboch, dr. Petr Zenkl a dr. Ján Žák.
Výbor si zvolil dvanáctičlenné předsednictvo, do jeho čela byl jmenován bývalý ministr Petr Zenkl, místopředsedou se stal Jozef Lettrich. Dalšími členy předsednictva byli Josef Černý, Jozef Dieška, Mikuláš Franek, Arnošt Heidrich, Václav Majer, Štefan Osuský, Ján Papánek, Ferdinand Peroutka, Adolf Procházka a Juraj Slávik.

## Činnost
Činnost RSČ byla financována z amerického státního rozpočtu prostřednictvím ministerstva zahraničí (State Department). Ústředí RSČ sídlilo ve Washingtonu, kde dostalo k dispozici od americké vlády vlastní budovu, oblastní sbory pak byly ustanoveny v Londýně a Paříži. V letech 1951 až 1955 vycházel jednou měsíčně časopis Rady s názvem Hlas Československa. V Československu se nejvíce informací o RSČ lidé dozvídali prostřednictvím rozhlasové stanice Hlas Ameriky, z českého a slovenského vysílání pařížského a kanadského rozhlasu a od roku 1950 z rozhlasové stanice Svobodná Evropa v Mnichově.
Rada na počátku své existence vydala řadu prohlášení u příležitostí důležitých politických událostí. Reagovala zejména na události, které měly vztah k Československu. Z jejího popudu vzpomněly mnohé světové univerzity a světový tisk stého výročí narození T. G. Masaryka (7. 3. 1950). Stejně tak organizovala RSČ intervenční a informační akce u vlád, úřadů a světových organizací proti skandálnímu procesu s Miladou Horákovou (červen 1950) a za její osvobození. RSČ vydala své prohlášení k protestním manifestacím v Plzni proti měnové reformě (1. 6. 1953) i k protestním bouřím ve východním Německu (17. 6. 1953) a později k povstání maďarského lidu v říjnu 1956. Své stanovisko zveřejnila mj. po vzniku Severoatlantické smlouvy, popravě odsouzeného generála Heliodora Píky v Praze nebo po vypuknutí korejské války.
Původně dobrá pozice, kterou si RSČ získala po svém založení, se však zhoršovala v důsledku narůstajících vnitřních sporů. Ty se odehrávaly ve dvou rovinách – jednak na pozadí požadavků Slováků vymezit se vůči společnému československému státu, jednak z důvodu přetrvávajících vzájemných ideových a stranických sporů.

## Konflikty v Radě
Vnitřní konflikty vedly k tomu, že již počátkem roku 1951 z výboru Rady odešlo dvanáct členů v čele se Zenklem. Tato skupina založila tzv. Národní výbor svobodného Československa. Nástupcem Zenkla v Radě se po jejich odchodu stal agrárník Josef Černý. Z vůle amerického ministerstva zahraničí se Ferdinand Peroutka coby ředitel americkým státem financovaného Rádia Svobodná Evropa zasazoval o usmíření obou stran a návrat Zenklovy skupiny. Zenkl tak zůstal v jejím čele až do roku 1953, kdy byl zkompromitován v důsledku vyšetřování McCarthyho komise.

## Postupný rozpad a zánik
Rozpory uvnitř Rady neměly konce, přičemž jedním z hlavních bodů sváru byla její politická orientace. V situaci kdy se Američané snažili ovlivnit její složení a činnost, někteří členové předsednictva v čele s Peroutkou zpochybňovali dokonce i formální mandát Rady. V roce 1955 vznikl tzv. Pracovní sbor, který de facto převzal většinu pravomocí RSČ včetně vydávání časopisu pod novým jménem Československé noviny. Tyto události vedly k dalšímu prohloubení vnitřních neshod; Američané posléze roku 1957 oznámili ukončení financování Rady. Od té doby její vliv definitivně upadal až do jejího rozpadu v roce 1967.
Činnost RSČ byla ještě obnovena roku 1974, nová Rada však postrádala jakoukoliv legitimitu i vliv a její činnost zůstala pro světovou veřejnost zcela neznámá. V roce 1991 vydala RSČ v kanadském Torontu publikaci „Rada svobodného Československa – historie, program, činnost, dokumenty“, která je zdrojem informací o činnosti tohoto exilového orgánu za období více než 40 let, kdy vládl totalitní režim v Československu.
V únoru 1993 (po rozdělení Československa) byla Rada svobodného Československa reorganizována a vznikla Rada vzájemnosti Čechů a Slováků.